# عمر باشا الكهية
عمر باشا أو عمر كهية سياسي عثماني من مماليك العراق أصبح والياً على بغداد ومدة حكومته من (1177-1190 ه‍) الموافق (1764-1776 م) خلفاً للوالي علي باشا الكهية. وخلفه مصطفى باشا الأسبيناخجي.

## لمحة تاريخية
بعد مقتل والي بغداد علي باشا في أواسط سنة (1177 ه‍) تم ترشيح عمر كهية لولاية بغداد من قبل كهيات وأعيان بغداد، وبعد جمع الأصوات عرض الأمر على الدولة، متهمين الوالي القتيل بانه كان يراسل الإيرانيين خفية ويعد العدة لتسليمهم بغداد. فوجهت إلى عمر باشا وزارة بغداد والبصرة وجاء الفرمان بذلك.  فقام هذا الوزير بالتدابير اللازمة لبسط سيطرة الدولة. في عام (1178 ه‍/1764 م) حارب عشيرة الخزاعل وكان شيخهم حمد الحمود وانتهت المعركة بتأديبهم وأعلان انتصار الوزير عليهم سنة (1179 ه‍). وفي عام (1182 ه‍/1768 م) حارب المنتفق وكان شيخهم عبد الله الذي ترك الديار عند قدوم الجيش. وفي سنة (1183 ه/1769 م) قتل الوزير عمر باشا باب العرب عبدالله بك الشاوي شيخ عشيرة العبيد، ثم قتل ولده سلطان بك بطعنة بخنجره، واستماع ابنه الآخر سليمان بك الشاوي من الفرار. وفي سنة (1186 ه‍/1772 م) انتشر وباء الطاعون المسمى (أبو خنجر) والذي كانت بدايته من السنة الماضية. وأطلق عليه البعض اسم (الطاعون العظيم).

## عزله وقتله
في سنة 1189 ه‍/1775 م، حاصر الأعاجم (الإيرانيون) مدينة البصرة، وكان فيها محافظاً (آصف زمانه رستم) أو أنه سليمان باشا والي بغداد فيما بعد، ودام الحصار ، وأن القزلباش أحاطت بالمدينة واستمر الحصار أربعة عشر شهراً، فوصل حال الأهالي من شدة القحط والجوع إلى أكل الكلاب والقطط وجيف الحيوانات النافقة وهلك خلق كثير. وملكت الأعاجم جصان، وبدران، والمندلي، فعين السلطان عبد الحميد الأول لمحافظة بغداد الوزير مصطفى باشا الأسبيناقجي، والوزير أوزن عبد الله باشا، والوزير سليمان باشا الجليلي وغيرهم من العساكر، فاجتمعوا في بغداد وظهر عزل عمر باشا فخرج من بغداد، ثم ظهر الفرمان السلطاني بقتله...وحمل عليه بعض أتباع مصطفى باشا وقتلوه وحمل رأسه إلى الوزراء فأرسلوه إلى الدولة. والوزير عمر باشا عاكسته الاقدار فعندما صدر الفرمان بعزله إمتثل للأمر وسلم مقاليد الحكم إلى خلفه مصطفى الأسبيناخجي، وعبر إلى جانب الكرخ، ولكن مبغضوه حرضوا مصطفى باشا ضده فأمر الجيش بالهجوم عليه ليلاً، فقاومهم بشجاعة وجلد حتى الصباح، ثم هرب عمر باشا على صهوة جواده متجهاً نحو الموصل من جهة الإمام موسى الكاظم فعثرت فرسه وسقط وانكسرت رقبته، ولا يعلم به أحد من أعوانه فتوفي. صادفه أحد اللوندات ممن تتبع أثره في مطاردته فقطع رأسه وسلمه إلى مصطفى باشا وهذا أرسله للدولة. وان أول وزارته كانت عام 1177 ه‍، وقتل غدراً أوائل 1190 ه‍، ودامت حكومته 13 سنة.وكانت الدولة قد عهدت إلى مصطفى باشا بايالة بغداد أوائل سنة 1190ه‍.